# Callidula kobesi
Callidula kobesi es una polilla de la familia Callidulidae. Es endémico de Borneo.
La envergadura es de 15–16 mm.